# Botanischer Garten Thohoyandou
Der Botanische Garten Thohoyandou (englisch Thohoyandou Botanical Garden) ist ein staatlicher botanischer Garten Südafrikas in der Provinz Limpopo. Er ist die erste wissenschaftlich-botanische Einrichtung in dieser Provinz, zudem die elfte und damit die jüngste unter der Leitung des South African National Biodiversity Institute.
Auf dem 89 Hektar großen Areal in Thohoyandou sind hauptsächlich Pflanzengemeinschaften des Savannen-Bioms Soutpansberg Mountain Bushveld vertreten. Der noch im Aufbau befindliche botanische Garten repräsentiert die Region des Vhembe Biosphere Reserve, in dem eine Vielzahl schützenswerter endemischer Pflanzen angesiedelt ist. Zu den markanten Arten in diesem Gebiet zählen Aloe soutpansbergensis, Aloe vossii, Huernia nouhuysii, Stapelia clavicorona und Vangueria soutpansbergensis.
Die Landschaft des Soutpansberg bildet den nördlichsten Gebirgszug auf südafrikanischem Territorium und erstreckt sich auf einer Länge von etwa 210 Kilometern aus westlicher Richtung bis in den Kruger-Nationalpark.

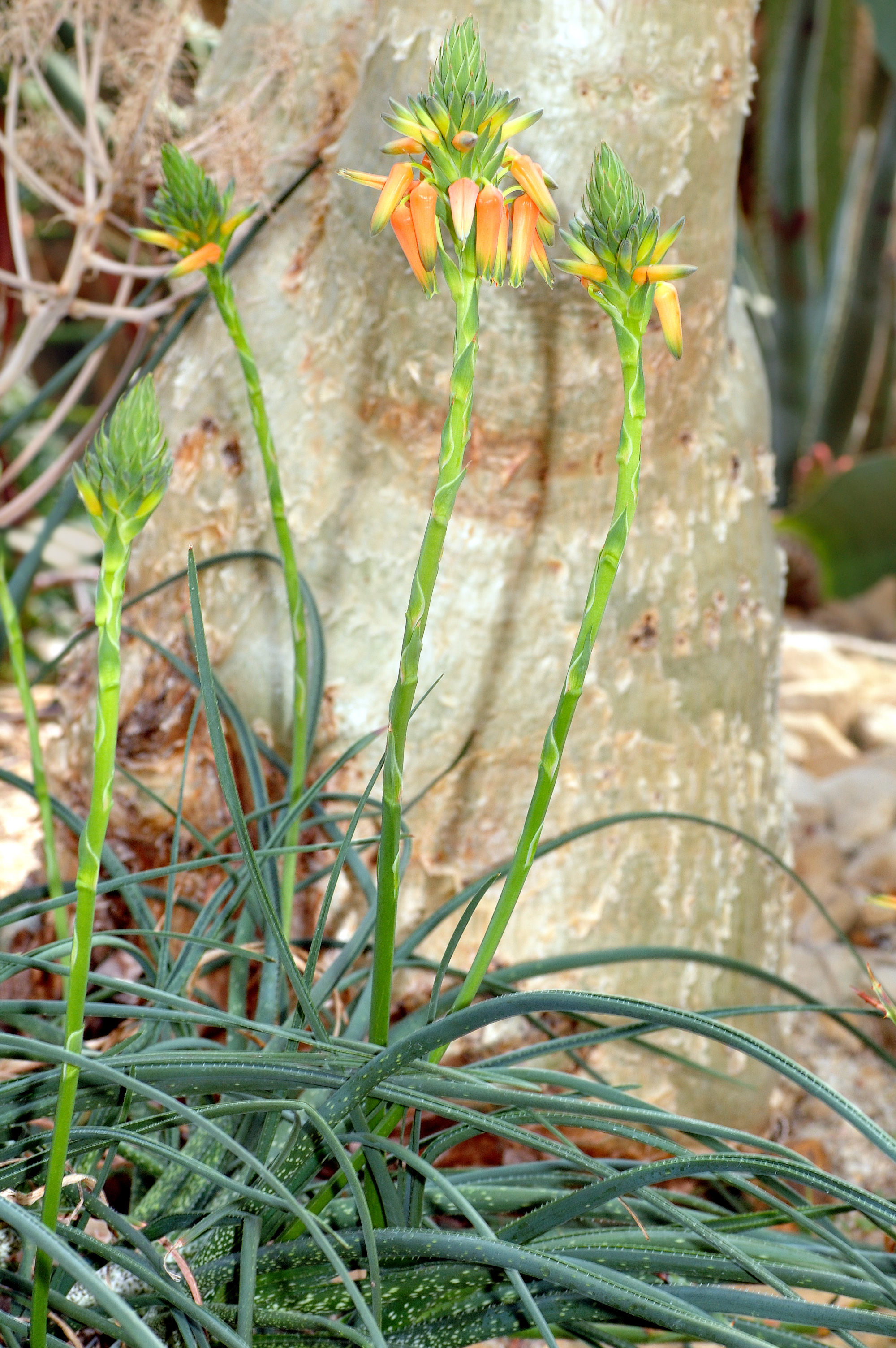
Aloe vossii
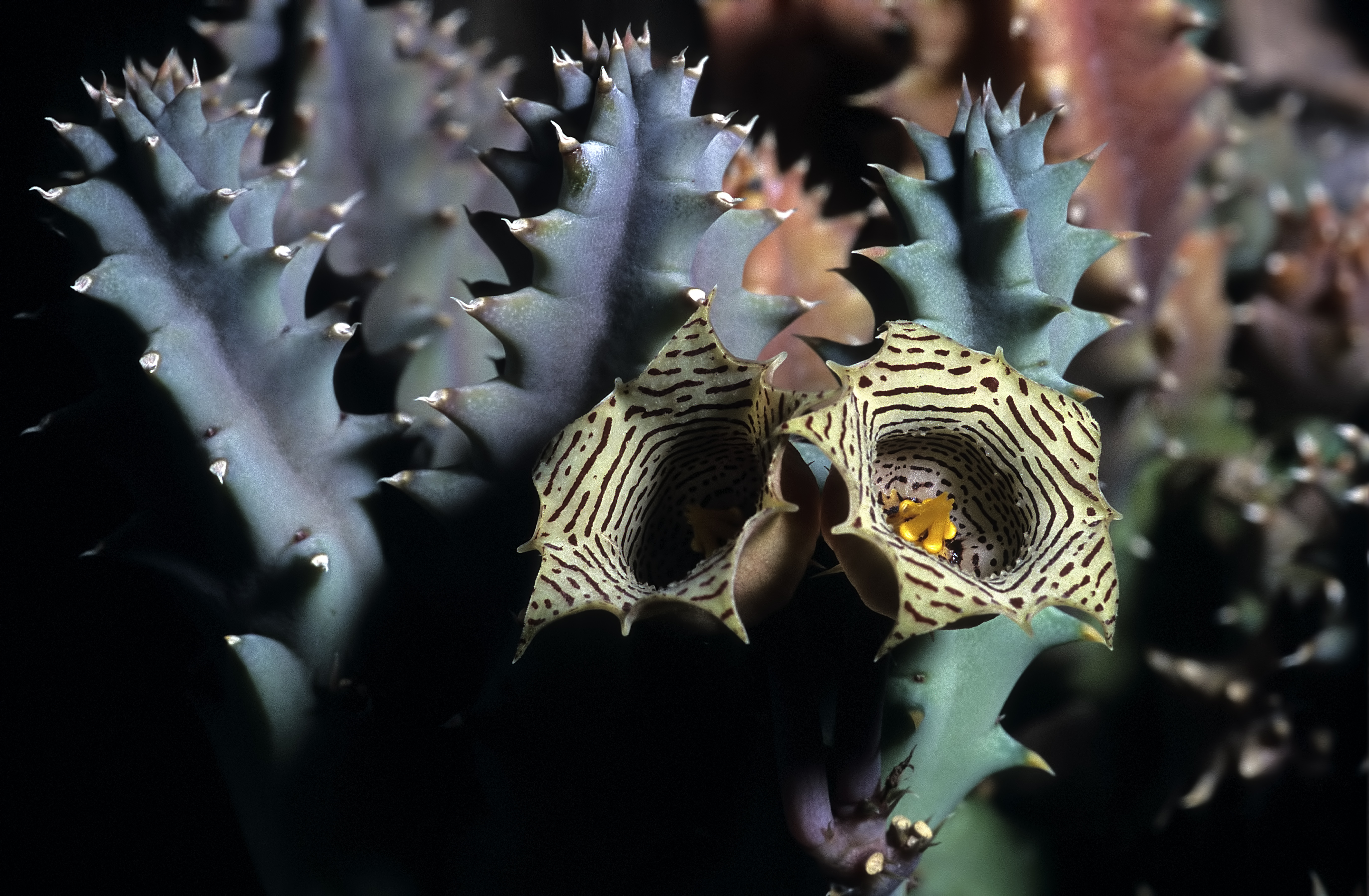
Huernia nouhuysii
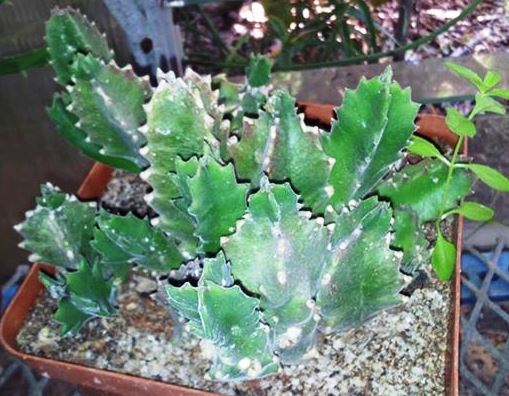
Stapelia clavicorona